# Scinax lindsayi
A Scinax lindsayi a kétéltűek (Amphibia) osztályának békák (Anura) rendjébe és a levelibéka-félék (Hylidae) családjába tartozó faj.

## Előfordulása
A faj Brazíliában, Kolumbiában és valószínűleg Venezuelában él. Természetes élőhelye a szubtrópusi vagy trópusi nedves síkvidéki erdők, időszakos édesvizű mocsarak. A fajt élőhelyének elvesztése fenyegeti.